# Jane Soons
Jane Margaret Soons, née le 18 juin 1931 à Great Gonerby au Royaume-Uni et morte le 8 septembre 2020 à Christchurch, est une géomorphologue anglaise naturalisée néo-zélandaise. Une des premières femmes docteure en géographie à l'université de Glasgow, sa carrière est bloquée par un environnement favorisant ses collègues masculins. Elle immigre en Nouvelle-Zélande où elle gravit rapidement les échelons jusqu'à être, en 1971, la première femme professeure à l'université de Canterbury. Spécialisée en géomorphologie glaciaire, elle étudie la construction et l'évolution du paysage de la Nouvelle-Zélande et influence durablement par ses méthodes la discipline. Ses recherches sont récompensées de nombreux prix.

## Biographie

### Formation

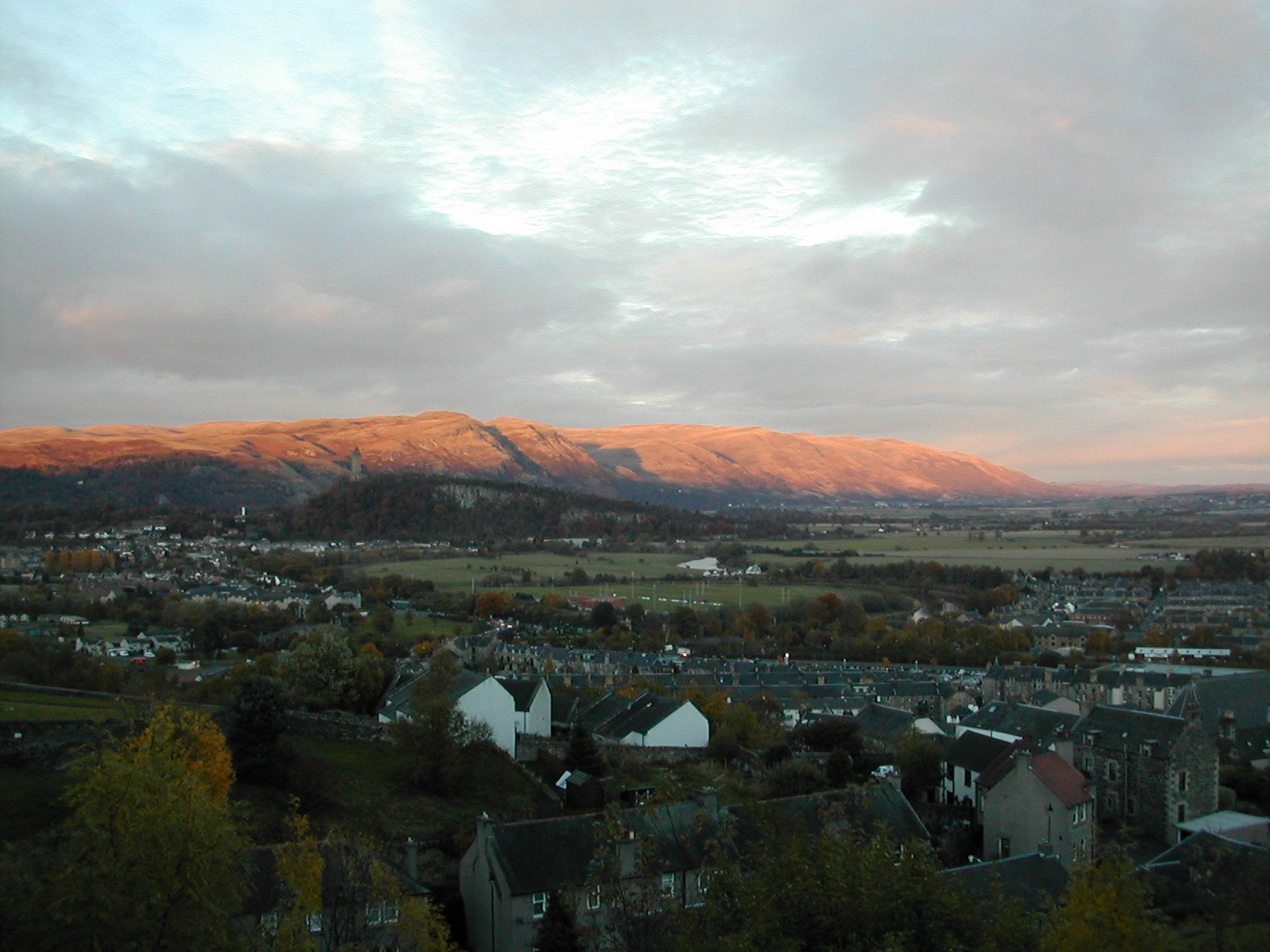
Les Monts Ochil

Jane Soons naît le 18 juin 1931 dans une famille d'ouvriers. Elle grandit dans un cottage du petit village anglais de Great Gonerby. À onze ans, Jane Soons remporte une bourse pour étudier à l'école pour fille Kesteven et Grantham (en) et commence l'année où Margaret Thatcher est préfète à l'école. En 1949, elle remporte une autre bourse, cette fois pour entrer à l'université de Sheffield. Si au début, elle n'est pas particulièrement intéressée par la géographie qui est « just one of those things (juste une de ces choses) » qu'elle étudie, la discipline la fascine rapidement. Elle obtient un Bachelor of Arts en 1952, un Diploma of Education (en) en 1953 puis passe cinq mois à étudier la géomorphologie à l'Université de Strasbourg. En 1958, elle soutient son doctorat sur The geomorphology of the Ochil Hills (La géomorphologie des Monts Ochil) qui traite de l'érosion par les eaux de fontes des glaciers. Elle devient ainsi l'une des premières femmes titulaires d'un doctorat en géographie de l'université de Glasgow,,.

### Départ pour la Nouvelle-Zélande

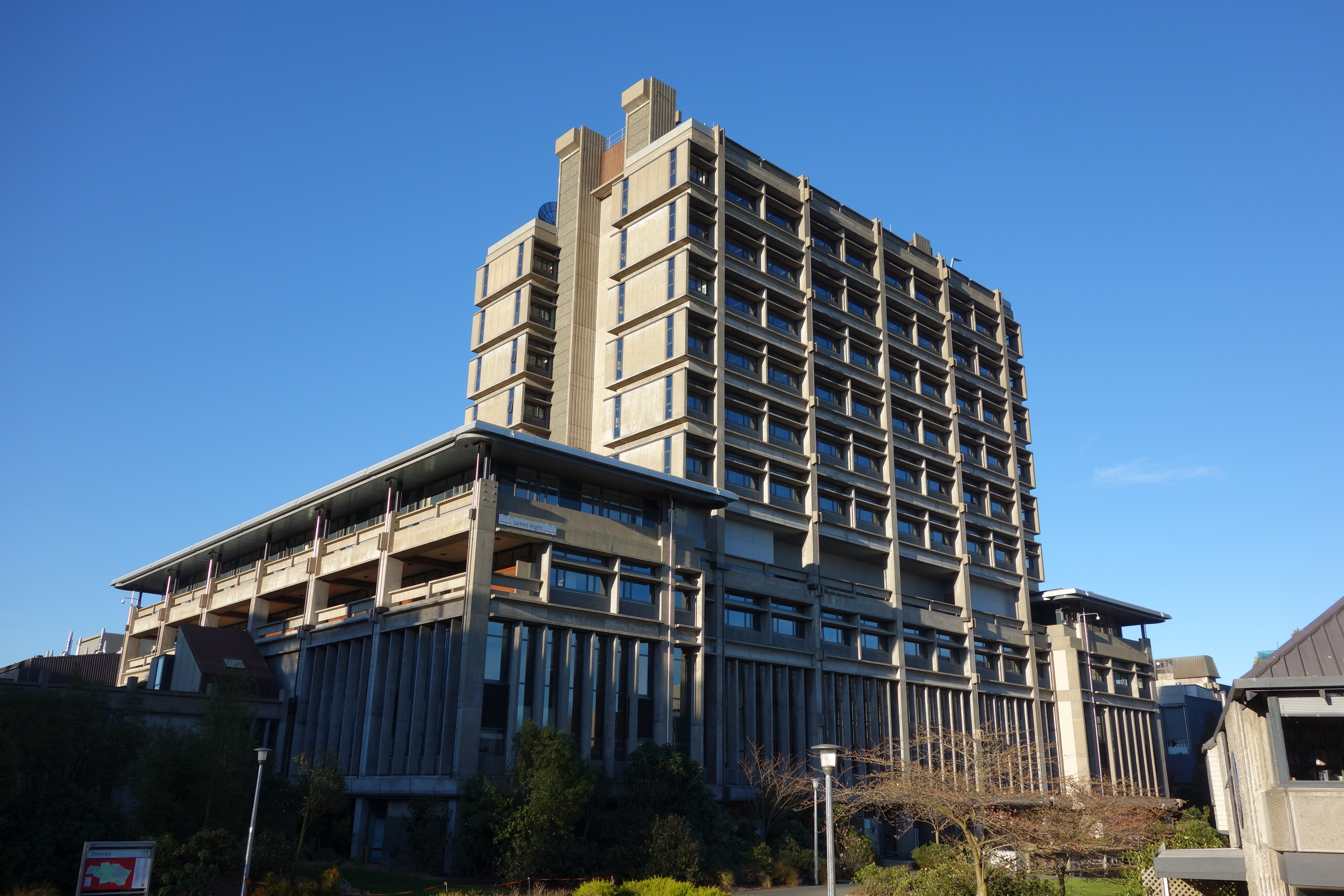
Bâtiment de l'université de Canterbury.

Après avoir enseigné dans deux universités britanniques, elle s'estime négligée dans sa carrière, décrivant le milieu avec « un sentiment inné que ce n'était pas un monde de femmes »,. Par l'intermédiaire du géographe néo-zélandais George Jobberns (en), elle apprend l'ouverture d'un poste de chargé de cours à l'autre bout du monde, au département de géographie de l'université de Canterbury. Dans la Grande-Bretagne des années 1960, l'idée qu'une femme puisse combiner une carrière universitaire et une vie de famille était considérée comme étrange. Les Néo-Zélandais, estime-t-elle plus tard, étaient, dans l'ensemble, plutôt moins anti-femmes et plus détendus.

### Carrière en Nouvelle-Zélande
Au département de géographie de Christchurch, elle indique s'être sentie acceptée. Elle estime que l'on attendait d'elle qu'elle fasse tout ce que les hommes faisaient. Un travail acharné la conduit à une promotion, une promotion la conduit à des opportunités de recherche, une recherche la conduit à un poste de professeure et un poste de professeure fait d'elle une pionnière à l'université de Canterbury. Elle marque les esprits par ses conférences enthousiastes, sa capacité à tisser des liens entre les personnes et son mentorat auprès de jeunes géomorphologues et des futures générations de femmes scientifiques. Pendant de nombreuses années, elle est la seule femme membre du personnel de l'université,. En 2019, sept des dix-sept membres du personnel du département de géographie étaient des femmes. Elle en prend la direction en 1990 jusqu'à sa retraite en 1992 où elle devient professeure émérite. N'étant pas connue comme étant du genre à rester inactive, elle enseigne à la Canterbury Workers' Educational Association et est secrétaire d'associations sportives.

### Mort
Soons est morte à Christchurch le 8 septembre 2020, à l'âge de 89 ans. Selon ses contemporains, elle a réussi “in a male dominated world, without modelling herself on men,” (dans un monde dominé par les hommes, sans se modeler sur les hommes). Ses étudiants et collègues se souviennent d'elle pour sa gentillesse, ses encouragements et son soutien continu à leur travail. L'université de Canterbury nomme le bâtiment de géographie en son honneur en juin 2021. 

## Travaux

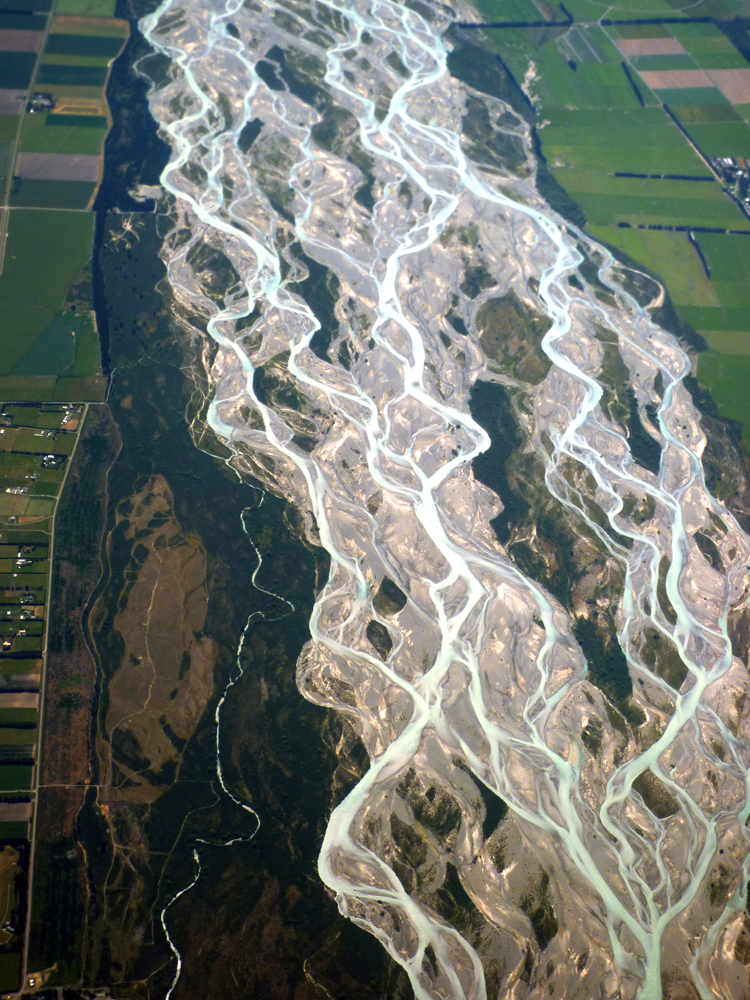
Le cours d'eau en tresses du Rakaia en vue aérienne.

Jane Soons est connue à l'échelle nationale et internationale pour ses recherches sur les héritages de la glaciation sur le paysage néo-zélandais. Dans les années 1960, avec John Rayner, elle introduit une nouvelle manière d'étudier la géomorphologie en mêlant facteurs climatiques et érosion du sol. Elle étudie particulièrement les glaciers, leur érosion et donc la forte dispersion des sédiments dans la vallée de Rakaia. Elle réalise de nombreuses premières observations géomorphologiques, comme sur la stratigraphie des éboulis dans la chaîne Craigieburn (en). Elle suit l'évolution du glacier François-Joseph ce qui permet de contribuer aux débats sur les changements environnementaux dans le centre de l'île du Sud. Ses méthodes de terrain basées sur l'observation minutieuse, les liens de cause à effet et l'attention à la présentation et l'interprétation des résultats marquent deux générations de géographes en Nouvelle-Zélande. 
Elle est présidente de l'Union internationale de recherche sur le quaternaire et la coordonnatrice du Comité national de recherche sur le quaternaire pour la Société royale de Nouvelle-Zélande.  
Elle écrit une entrée pour le Dictionary of New Zealand Biography sur George Jobberns (en) qui a joué un rôle décisif dans son immigration en Nouvelle-Zélande.

## Hommages et distinctions
- Bourse Erskine en 1975[16]
- Médaille du centenaire David Livingstone pour ses recherches dans l'hémisphère sud décernée par la Société américaine de géographie en 1988[7]
- Médaille d'argent de la Société royale de Nouvelle-Zélande en 1994[7]
- Docteure honoris causa en sciences de l'université de Glasgow en 2009[6]
- Distinguished New Zealand Medal par la Société royale de Nouvelle-Zélande en 2001[17]
- En 2017, Soons a été sélectionnée comme l'une des 150 femmes en 150 mots de la Royal Society Te Apārangi, liste célébrant les contributions des femmes à la connaissance de la Nouvelle-Zélande[18].

## Publications

### Ouvrages
- Jane M. Soons, Water : with reference to Australia and New Zealand, Reed Education, 1972 (ISBN 0-589-04836-8 et 978-0-589-04836-5, OCLC 28999138, lire en ligne)
- Jane M. Soons et M. J. Selby, Landforms of New Zealand, Longman Paul, 1982 (ISBN 0-582-71786-8 et 978-0-582-71786-2, OCLC 10262514, lire en ligne)

### Articles
- Jane M. Soons, « Rainfall/runoff relationships at Cass, in the South Island high country » [« Relations pluie/ruissellement à Cass, dans le haut pays de l'île du Sud »], Journal of Hydrology (New Zealand), vol. 9, no 2,‎ 1970, p. 192–201 (ISSN 0022-1708, lire en ligne, consulté le 4 décembre 2022)
- (en) James Shulmeister, Jane M. Soons, Glenn W. Berger et Margaret Harper, « Environmental and sea-level changes on Banks Peninsula (Canterbury, New Zealand) through three glaciation–interglaciation cycles », Palaeogeography, Palaeoclimatology, Palaeoecology, vol. 152, no 1,‎ 15 août 1999, p. 101–127 (ISSN 0031-0182, DOI 10.1016/S0031-0182(99)00035-8, lire en ligne, consulté le 4 décembre 2022)
- Jane M. Soons, « The glacial sequence in part of the Rakaia Valley, Canterbury, New Zealand », New Zealand Journal of Geology and Geophysics, vol. 6, no 5,‎ 1er novembre 1963, p. 735–756 (ISSN 0028-8306, DOI 10.1080/00288306.1963.10423621, lire en ligne, consulté le 4 décembre 2022)
- Jane M. Soons et F. W. Gullentops, « Glacial advances in the Rakaia Valley, New Zealand », New Zealand Journal of Geology and Geophysics, vol. 16, no 3,‎ 1er septembre 1973, p. 425–348 (ISSN 0028-8306, DOI 10.1080/00288306.1973.10431369, lire en ligne, consulté le 4 décembre 2022)
- Jane M. Soons et J.N. Rainer, « Micro-Climate and Erosion Processes in the Southern Alps, New Zealand », Geografiska Annaler: Series A, Physical Geography, vol. 50, no 1,‎ 1er avril 1968, p. 1–15 (ISSN 0435-3676, DOI 10.1080/04353676.1968.11879768, lire en ligne, consulté le 4 décembre 2022)